# Pedro Murteira
Pedro Murteira  é um ilustrador e artista português.
Frequentou os cursos de Cenografia da Escola Superior de Teatro e Cinema de Lisboa e The London Institute, Central Saint Martins College of Art & Design, Londres, Reino Unido.
Encontra-se no momento a residir e a trabalhar nos Estados Unidos.